# Болдурешть
Болдурешть (рум. Boldurești, Болдурешты) — село в Ниспоренском районе Молдавии. Является административным центром коммуны Болдурешть, включающей также сёла Бэкшень и Килишоая.

## История
Во время Второй мировой войны здесь располагался аэродром подскока главной базы военного аэродрома Бельц в Сингуренах 55-ИАП.

## География
Село расположено на высоте 73 метров над уровнем моря.

## Население
По данным переписи населения 2004 года, в селе Болдурешть проживает 3350 человек (1652 мужчины, 1698 женщин).
Этнический состав села:
| Национальность | Число жителей | Процентный состав |
| -------------- | ------------- | ----------------- |
| молдаване      | 3252          | 97.07             |
| цыгане         | 48            | 1.43              |
| румыны         | 26            | 0.78              |
| украинцы       | 13            | 0.39              |
| русские        | 9             | 0.27              |
| гагаузы        | 1             | 0.03              |
| прочие         | 1             | 0.03              |
| Всего          | 3350          | 100%              |